# Corrección de Yates
La corrección de Yates se aplica a la prueba ji-cuadrado cuando al menos el valor de una frecuencia esperada es menor que 5. 
Chi-cuadrado corregida:
{\displaystyle \chi ^{2}=\sum {\frac {(|\mathrm {observada} -\mathrm {teorica} |-0.5)^{2}}{\mathrm {teorica} }}}
En general, se aplica la corrección de Yates o también corrección por continuidad cuando se aproxima una variable discreta a una distribución continua. La corrección consiste en añadir y substraer 0,5 a la variable en cuestión. Por ejemplo, obtener 3 caras al lanzar una moneda es una medida discreta (nominal) que se ajusta a la distribución binomial. Mientras que si la aproximáramos a la distribución normal, su valor oscilará entre 2,5 y 3,5.